# باداموک
روستای باداموک، روستایی است در دهستان باغستان از توابع بخش اسلامیه شهرستان فردوس.
این روستا، بر اساس سرشماری سال ۱۳۹۵، ۲۰۹ نفر جمعیت داشته که نسبت به سرشماری ۱۰ سال قبل (۲۴۸ نفر در سال ۱۳۸۵)، سالانه حدود ۱٫۷ درصد کاهش داشته‌است.

## موقعیت
باداموک در فاصله ۲۸ کیلومتری شمال شرقی شهر فردوس واقع شده‌است و مردمش به گویش تونی صحبت می‌کنند.